# 피에르 벨
피에르 벨(프랑스어: Pierre Bayle, 1647년 11월 18일 ~ 1706년 12월 28일)은 프랑스의 철학자, 작가, 사전 편찬자, 개신교 사상가이다. 후에 네덜란드 로테르담의 신학대학에서 철학·역사 교수를 지냈다. 회의주의적인 경향이 강하며, 낙관론이나 유신론을 날카롭게 공격하고 이교도나 무신론자에 의해서도 진리는 통찰된다고 하여 관용을 주장했다. 또한 주저 <역사적·비평적 사전>(3권, 1697)으로 18세기 사상에 커다란 영향을 미침으로써 계몽주의의 선구적인 철학자로 지목되고 있다. 이 책에서 논란이 될 만한 많은 사상들은 방대한 각주에 숨겨져 있거나, 겉보기에는 논란이 되지 않을 것 같은 주제의 글 속에 삽입되었다.
위그노였던 벨은 프랑스에서 종교적 박해를 피해 1681년 네덜란드 공화국으로 망명하였다. 그는 종교적 관용에 대한 중요한 사상가였으며, 그의 회의적 철학은 이후 유럽 계몽시대의 성장과 발전에 큰 영향을 미쳤다. 라이프니츠의 신정론은 벨의 사상에 대한 응답으로 쓰여졌다.
주저로는 <철학체계>(유고, 1737)가 있다.

## 생애
벨은 프랑스 아리에주 지방의 파미에 근처에 위치한 카를라-르-콩트(현재 벨의 이름을 따 카를라-벨로 이름이 바뀜)에서 태어났다. 그는 칼뱅파 목사였던 아버지에게서 교육을 받았고, 퓌라랑스(Puylaurens)에 있는 아카데미에서 공부하였다. 1669년에는 툴루즈의 예수회 대학에 입학하였고, 한 달 뒤 로마 가톨릭으로 개종하였다. 그러나 17개월 후 다시 칼뱅주의로 돌아섰고, 프랑스의 탄압을 피해 제네바로 도피하여 그곳에서 르네 데카르트의 철학을 접하였다. 이후 프랑스로 돌아와 파리로 갔으며, 그곳에서 ‘벨(Bèle)’이라는 이름으로 몇몇 가정에서 가정교사로 활동하였다. 1675년에는 개신교 아카데미인 스당(Sedan) 학당의 철학 교수직에 임명되었다. 그러나 1681년, 프랑스 정부의 개신교 탄압 조치로 인해 스당 학당은 폐쇄되었다.
스당 학당의 폐쇄 직전, 벨은 네덜란드 공화국으로 도피하였고, 곧바로 로테르담의 에콜 일뤼스트르(École Illustre)에서 철학 및 역사 교수로 임명되었다. 그는 수년 동안 강의하였지만, 학내에서 발생한 장기적인 내부 갈등에 휘말려 1693년 교수직을 박탈당하게 되었다.
벨은 1706년 12월 28일 사망할 때까지 로테르담에 머물렀다. 그는 로테르담의 왈롱 교회(Walloon church)에 매장되었으며, 7년 후 피에르 쥐리외(Pierre Jurieu) 또한 그곳에 묻혔다. 1922년 이 교회가 철거되면서 묘소는 로테르담의 크로스베이크(Crooswijk) 시립 공동묘지로 이장되었고, 묘비석에는 피에르 벨의 유해가 이곳에 안장되어 있음을 표시하고 있다.

## 저작 활동
로테르담에서 벨은 1682년에 그의 유명한 저서 『혜성에 대한 성찰』(Reflections on the Comet)을 출판하였으며, 또한 루이 멩부르(Louis Maimbourg)의 칼뱅주의 역사에 관한 저술을 비판한 평론을 발표하였다. 이 평론으로 인한 명성이 벨의 동료이자 같은 칼뱅주의자였던 피에르 쥐리외의 질투를 불러일으켰다. 쥐리외는 스당과 로테르담에서 함께 활동했던 동료로, 같은 주제에 대해 책을 집필한 바 있었다.
1684년부터 1687년 사이에 벨은 문학 비평 저널인 『문학 공화국 소식』(Nouvelles de la république des lettres)을 출판하였다. 1686년에는 종교 문제에 있어 관용을 촉구하는 초기 논문인 『철학적 주석』(Philosophical Commentary) 첫 두 권을 출간하였고, 이후 1687년과 1688년에 각각 세 번째와 네 번째 권을 이어 출판하였다.
1690년에 『난민들에게 주는 중요한 충고』(Avis important aux refugiés)라는 저서가 등장하였는데, 쥐리외는 이를 벨의 작품으로 간주하고 격렬하게 공격하였다. 교수직을 상실한 후 벨은 방대한 저작인 『역사적·비평적 사전』(Dictionnaire Historique et Critique)의 집필에 몰두하였다. 이 사전은 아이디어와 그 창시자들에 대한 초기 백과사전으로서, 백과사전이라는 용어가 보편화되기 전부터 사실상 그 역할을 수행하였다. 벨은 이 사전에서 많은 이들이 "진리"라고 여기는 것은 사실 단순한 의견에 불과하며, 인간의 무분별함과 아집이 널리 퍼져 있다고 주장하였다. 이 사전은 출판 이후 몇 세대에 걸쳐 중요한 학술서로 남아 있었다.
벨의 생애 마지막 몇 년은 다양한 저술 활동에 헌신한 시기로, 대부분 그의 사전에 대한 비판에 대응하는 글들이었다. 볼테르(Voltaire)는 그의 시 「리스본 재앙에 대한 시」(Poème sur le désastre de Lisbonne)의 서문에서 벨을 "역사상 가장 위대한 변증론자"라고 칭송하였다.
『문학 공화국 소식』은 문학을 대중화하려는 최초의 본격적 시도로, 큰 성공을 거두었다. 다권으로 이루어진 『역사적·비평적 사전』은 벨의 대표작으로 평가된다. 벨의 동료 위그노 망명자였던 피에르 데 메조(Pierre des Maizeaux)가 번역한 영어판 『사전』은 미국 대통령 토머스 제퍼슨에 의해 국회도서관 첫 소장본 중 하나로 선정되었다.

### 관용에 대한 주장
벨은 『역사적·비평적 사전』과 『철학적 주석』에서 종교적 관용을 옹호하는 주장을 전개하였다. 그는 성경을 폭력과 강압을 정당화하는 근거로 사용하는 것을 거부하였다. "신약성경 전체를 거의 모두 인용해야 복음서의 특징적이고 본질적인 온유와 인내를 입증할 수 있다"라고 주장하였다. 그는 종교적 관용이 국가에 위협이 된다고 보지 않았으며, 오히려 다음과 같이 역설하였다.
"종교의 다원성이 국가에 해를 끼치는 것은 서로를 용납하지 못하고 서로 박해하고 파괴하려 하기 때문이다. 종교의 해악은 관용의 부족에서 비롯되는 것이지, 관용 자체에서 비롯되는 것이 아니다."

### 회의주의
리처드 팝킨(Richard Popkin)은 피에르 벨을 회의주의자로 보며, 그가 『역사적·비평적 사전』을 통해 기존의 모든 이론과 철학을 비판했다고 주장하였다. 벨은 인간이 진정한 지식을 성취하는 것이 본질적으로 불가능하다고 보았다. 인간 이성의 한계로 인해, 사람들은 오직 자신의 양심을 따르는 것이 최선이라고 여겼다. 그는 르네 데카르트, 바뤼흐 스피노자, 니콜라 말브랑슈, 고트프리트 빌헬름 라이프니츠와 같은 합리주의자들뿐만 아니라, 토마스 홉스, 존 로크, 아이작 뉴턴과 같은 경험주의자들에 대해서도 비판적이었다.
팝킨은 벨의 회의적 관점을 다음과 같이 인용하였다:
"이성은 사람을 잘못된 길로 이끄는 안내자다. 철학은 처음에는 오류를 반박하지만, 멈추지 않으면 진리마저 공격한다. 철학이 방치될 때, 그것은 스스로 어디 있는지도 모르게 되어 멈출 곳을 찾지 못한다."

## 출판
- 역사적 비평적 사전 (1695-1697; 1702, enlarged; best that of P. des Maizeaux, 4 vols., 1740)
- Selections in English: Pierre Bayle (Richard H. Popkin transl.), Historical and Critical Dictionary - Selections, Hackett Publishing Company Inc, 1991. ISBN 0-87220-103-1.
- Les Œuvres de Bayle (3 vols., The Hague)

## 같이 보기
- 17세기 철학

## 참고 자료
- Pierre des Maizeaux, Vie de Bayle
- Ludwig Andreas Feuerbach, Pierre Bayle (1838)
- Damiron, La Philosophie en France au XVIIIe siècle (1858-1864)
- Charles Augustin Sainte-Beuve, “Du genie critique et de Bayle" (Revue des deux mondes, 1 December 1855)
- A. Deschamps, La Génèse du scepticisme erudit chez Bayle (Liege, 1878)
- J. Denis, Bayle et furleu (Paris, 1886)
- Ferdinand Brunetière, La Critique littéraire au XVIIIe siècle (vol. 1, 1890), and La Critique de Bayle (1893)
- Émile Gigas, Choix de to correspondance inédite de Pierre Bayle (Paris, 1890, reviewed in Revue critique, 22 December 1890)
- de Budé, Lettres inédites addressées a J. A. Turretini (Paris, 1887)
- J. F. Stephen, Horae Sabbaticae (London, 1892, 3rd ser. pp. 174192)
- A. Cazes, P. Bayle, sa vie, ses œuvres, etc. (1905).
- Elisabeth Labrousse, Pierre Bayle (La Haye: M. Nijhoff, 1963)
- Elisabeth Labrousse, Bayle, trans. Denys Potts (Oxford: Oxford University Press, 1983)